# Гедлі (Массачусетс)
Гедлі (англ. Hadley) — місто (англ. town) в США, в окрузі Гемпшир штату Массачусетс. Населення — 5325 осіб (2020).

## Демографія
Згідно з переписом 2010 року, у місті мешкало 5250 осіб у 2107 домогосподарствах у складі 1280 родин. Було 2230 помешкань
Расовий склад населення:
| - 91,4 % — білих - 4,1 % — азіатів - 1,9 % — чорних або афроамериканців - 0,2 % — корінних американців |

До двох чи більше рас належало 1,6 %. Частка іспаномовних становила 3,1 % від усіх жителів.
За віковим діапазоном населення розподілялося таким чином: 18,2 % — особи молодші 18 років, 62,0 % — особи у віці 18—64 років, 19,8 % — особи у віці 65 років та старші. Медіана віку мешканця становила 45,7 року. На 100 осіб жіночої статі у місті припадало 91,4 чоловіків;  на 100 жінок у віці від 18 років та старших — 88,3 чоловіків також старших 18 років.
Середній дохід на одне домашнє господарство  становив 92 788 доларів США (медіана — 58 953), а середній дохід на одну сім'ю — 117 624 долари (медіана — 81 786). Медіана доходів становила 61 447 доларів для чоловіків та 57 472 долари для жінок. За межею бідності перебувало 5,4 % осіб, у тому числі 3,9 % дітей у віці до 18 років та 7,2 % осіб у віці 65 років та старших.
Цивільне працевлаштоване населення становило 2632 особи. Основні галузі зайнятості: освіта, охорона здоров'я та соціальна допомога — 47,5 %, науковці, спеціалісти, менеджери — 13,8 %, фінанси, страхування та нерухомість — 6,3 %, мистецтво, розваги та відпочинок — 5,8 %.